# 다크 엔젤 (드라마)
《다크 엔젤》(영어: Dark Angel)은 2000년부터 2002년까지 방영된 미국의 SF 드라마 시리즈이다.

## 줄거리
전사로 길러지고 생체실험에도 이용되던 맥스(제시카 알바)의 이야기를 다룬 드라마

## 출연진
- 제시카 알바 - 맥스 역
- 마이클 웨덜리 - 로건 역
- 엘리미 발라드
- 제니퍼 블랑크
- 리차드 건 - 스케치 역
- J.C. 맥켄지 - 노멀 역
- 발라리에 래 밀러 - 신시아 역
- 존 사비지 - 도널드 역
- 젠슨 애클스 - 벤 역
- 피터 브라이언트
- 스티븐 리
- 스탠리 카멜